# 10429 van Woerden
10429 van Woerden è un asteroide della fascia principale. Scoperto nel 1960, presenta un'orbita caratterizzata da un semiasse maggiore pari a 2,5858253 UA e da un'eccentricità di 0,0946697, inclinata di 14,83702° rispetto all'eclittica.